# Durbaniina
De Durbaniina zijn een subtribus van vlinders uit de tribus Liptenini van de familie Lycaenidae.

## Geslachten
- Durbania
- Durbaniella
- Durbaniopsis